# Anthocyanone A
Anthocyanone A是一种有机化合物，分子式C14H16O10，是锦葵素-3-O-葡萄糖苷在酸性条件下经拜耳-维利格反应被H2O2氧化降解的产物，存在于葡萄酒中，形成于葡萄酒陈酿过程，引起葡萄酒色度下降。